# Sonia Lins
Sonia Pimentel Lins (Belo Horizonte, 11 de abril de 1919 - Rio de Janeiro, 02 de dezembro de 2003), conhecida como Sonia Lins, foi uma artista plástica e escritora brasileira. Sua obra é multimídia e caracterizada pela irreverência. É irmã da pintora e escultora Lygia Clark.

## Biografia
Filha do advogado Jair Pereira Lins e de Ruth Mendes Pimentel, Sonia nasce em Belo Horizonte, Minas Gerais. Tem outros três irmãos: Maria Beatriz, Lygia e Francisco.
Casa-se, em 1942, com Roberto Andrade, filho do advogado e ex-deputado federal Donato Andrade, e que seria um dos fundadores da construtora Andrade Gutierrez. Tiveram dois filhos: Sérgio e Kiko.
Passa um período na França com a irmã, Lygia, e começa sua relação com a pintura, em 1951. A ligação com a França foi constante ao longo de sua vida e carreira - morou no país por muitos anos posteriormente. Na volta ao Brasil, no mesmo ano, separa-se do marido. No fim da década, inicia relacionamento com o médico urologista Paulo Albuquerque (que duraria até a morte de Paulo, em 1999).
Ela publica seu primeiro livro - Baticum   - em 1978 e desenvolve sua carreira artística, que inclui crônicas, poemas, pinturas e a criação de objetos. Realiza, ainda, três filmes. Sua primeira exposição é inaugurada em 2000.
Sonia Lins morreu em 2003 - havia sido diagnosticada com câncer de intestino dois anos antes. Sua biografia, Se é para brincar eu também gosto , escrita por Marcel Souto Maior, é lançada em 2006, em conjunto com a mostra póstuma que levou seu nome.

## Carreira
A obra de Sonia Lins é carregada de irreverência, humor e inspirações surrealistas.
Em 1951, ela passa um período em Paris com a irmã Lygia Clark, que havia se mudado para a França para ter aulas de arte. Ela, então, experimenta a pintura e tem quatro obras incluídas em uma mostra de artistas iniciantes pelo professor de Lygia, Isaac Dobrinsky. No fim da década, publica crônicas e poemas no Suplemento Dominical do Jornal do Brasil .
Seu primeiro livro, Baticum, é lançado em 1978 pela editora "Pedra Q Ronca", do poeta Wally Salomão, e recebe elogios de nomes como o também poeta Carlos Drummond de Andrade. Já em 1984, ela publica o Livro da árvore, composto de colagens sobre o tema ambiental.
Em 1990, Sonia cria um Guarda-chuva Morcego  - um guarda-chuva na forma do animal -, que viria a ser confeccionado por um especialista em efeitos especiais.
Quatro anos depois, surge o Almanaque Abre-te Sesamo.
A morte de seu filho mais novo, Kiko, leva-a (em 1995) a projetar uma capela, adornada com um vitral o representando. Ela foi construída na sua fazenda em Kentucky, nos Estados Unidos (foi inaugurada em 1998).
Em 1996, ela lança o livro Artes, sobre a relação com a irmã Lygia Clark na infância. No ano seguinte, surge o minilivro Stop/Start, em forma de caixa de fósforo. Já em 1998, começa a série de desenhos Eu, que posteriormente viraria livro.
Uma de suas obras mais emblemáticas, o livro És tudo, é publicado em 1999, em formato de papel higiênico. Do mesmo ano é o minilivro O tempo no tempo. Em seguida, desenhos seus são apresentados na mostra The Shape of Words to Come, em Londres, organizada pelo crítico Guy Brett.
Em 2000, sua primeira exposição, Se é para brincar eu também gosto  é inaugurada no Museu Nacional de Belas Artes. Entre muitas outras obras, a mostra apresenta a série de desenhos Eu, o livro-objeto Diálogo e o filme Meu nome é eu. No ano seguinte, realiza o filme Zumbigos, também associado a uma exposição.
Em 2003, antes de sua morte, inaugura a exposição Brasil passado a sujo, composta de instalações sobre a corrupção, a desigualdade e a política. Fazia parte da mostra um filme dirigido e fotografado por Walter Carvalho, a partir de uma ideia de Sonia, Fome.
Seus últimos escritos foram reunidos em o Livro das dessabedorias lançada em conjunto com sua biografia com a mostra Sonia Lins . Em 2014, um [www.sonialins.com.br museu virtual] em sua homenagem, reunindo toda a sua obra, é colocado no ar.

## Obras

### Livros
- Baticum (1978)
- O livro da Árvore (1984)
- Almanaque Abre-te Sésamo (1994)
- Artes (1996)
- Stop/Start (1997)
- Eu (1999)
- És tudo (1999)
- O tempo no tempo (1999)
- O livro das dessabedorias (2006)

### Mostras
- Se é para brincar eu também gosto (2000)
- Zumbigos (2002)
- Brasil passado a sujo (2003)
- Sonia Lins (2006)